# Bartonella henselae
Bartonella henselae ist ein gramnegatives Stäbchenbakterium und der Erreger der Katzenkratzkrankheit.

## Eigenschaften
Bartonella spp. sind gramnegative, aerobe, fakultativ intrazelluläre Bakterien. Die Bakteriengattung ist nach ihrem Entdecker Alberto Barton benannt. Sie gehören zur Klasse der Alphaproteobakterien und sind phylogenetisch eng mit Brucella spp., Agrobacterium spp. und Rhizobium spp. verwandt.
Die Spezies Bartonella henselae wurde erstmals 1990 anhand der 16S rRNA beschrieben. Die biochemische Charakterisierung erfolgte 1992. Die Art wurde nach der medizinisch-technischen Assistentin Diane Hensel benannt. Während man anfangs davon ausging, dass lediglich Katzen als Überträger der Erreger in Frage kommen, weiß man heute, dass der Erreger in einer Vielzahl von Säugetieren nachgewiesen werden kann. Zecken werden als Überträger von B. henselae ebenfalls diskutiert.
Neben Agrobacterium tumefaciens ist B. henselae das einzige Bakterium, das nachgewiesenermaßen in der Lage ist, DNS über ein Transportsystem in eukaryotische Zellen einzuschleusen. In einer Studie mit menschlichen Epithelzellen wurde vom Bakterium ein Plasmid über das Typ-IV-Sekretionssystem übertragen und in der Zelllinie exprimiert. Neben dem Nachweis, dass damit horizontaler Gentransfer zwischen Prokaryoten und Eukaryoten kein Einzelfall ist, ermöglicht die Nutzung dieses Systems weitere Methoden zur Durchführung von Gentherapie.

## Pathogenität
Kinder erkranken nach Infektion in der Regel an der Katzenkratzkrankheit (KKK). Bei dieser durch junge Katzen oder Katzenflöhe auf den Menschen übertragenen Erkrankung tritt zu Beginn typischerweise eine Papel an der Inokulationsstelle auf, der eine zumeist selbstlimitierende Lymphadenitis der regionalen Lymphknoten folgt.
Unter allen humanpathogenen Bakterien besitzen lediglich Bartonellen die Fähigkeit, Vaskuloproliferationen auszulösen. Vor allem immunsupprimierte Patienten (z. B. AIDS-Patienten) können an „Bazillärer Angiomatose“ (BA; betroffen ist hier in erster Linie die Haut) oder an „Peliosis hepatis“ (PH) bei Befall der Leber erkranken. 1983 wurde zum ersten Mal von einem Fall dieser „atypischen subkutanen AIDS-assoziierten Infektion“ berichtet. 1991 wurde Bartonella henselae als auslösendes Agens der „Bazillären Angiomatose“ über den wegweisenden molekularen Nachweis der 16S-rDNA des Erregers von David Relman entdeckt und in der Folge auch aus vaskuloproliferativen Haut-, Knochen- oder Leberläsionen von Erkrankten kultiviert. Heute gelten sowohl Bartonella henselae als auch Bartonella quintana als Auslöser der BA oder PH.